# Unidad Especial de Intervención (Guardia Civil)

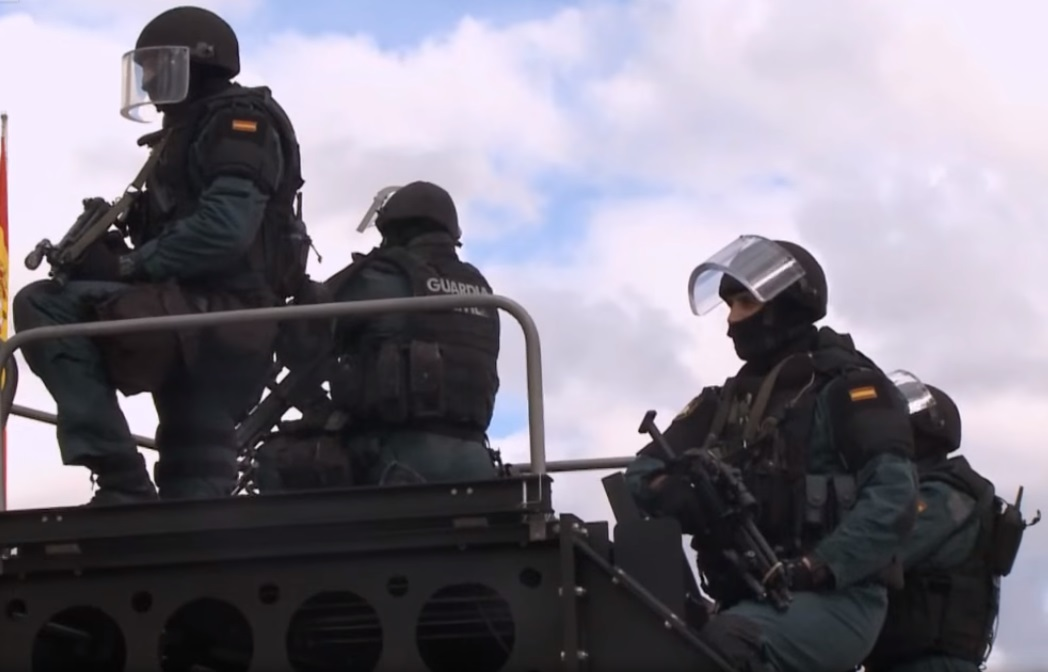
Operadores de la UEI.

La Unidad Especial de Intervención (UEI) es la unidad especial de intervención de élite de la Guardia Civil española. Está concebida como una unidad de élite central única especializada en operaciones de alto riesgo y para el cumplimiento de sus misiones específicas dentro o fuera del territorio nacional.
La UEI está, junto con el Grupo Especial de Operaciones (GEO) del Cuerpo Nacional de Policía integrado en la Red ATLAS, que engloba a todas las unidades especiales contraterroristas de los países que conforman la Unión Europea.

## Historia
El 3 de junio de 1978 se crea el Grupo de Intervención Inmediata de la Guardia Civil con el objeto de luchar contra el terrorismo y una delincuencia cada vez más especializada y violenta. El 3 de febrero de 1982 se reestructura con el nombre de Unidad Especial de Intervención. Desde entonces ha realizado más de 375 operaciones, que han permitido la liberación de 563 rehenes y la detención de 640 personas, de las cuales 141 pertenecían a comandos terroristas.
Su primera ubicación fueron las dependencias de la Dirección General de la Guardia Civil en la calle Batalla del Salado en Madrid, pasando por otras dependencias, entre las que destaca Guadarrama, hasta trasladarse a su actual ubicación en el Colegio de Guardias Jóvenes "Duque de Ahumada".

### Operaciones conocidas (lista incompleta)

#### Asalto y detención
La UEI interviene en la fase final de las operaciones desarrolladas por otras unidades del cuerpo, cuando es necesaria la detención de los delincuentes.
- Operación Romeo (2009):[4] asalto y detención de una banda de sicarios en Cataluña
- Operación Alvagar (2009):[5] asalto a un laboratorio de narcotraficantes

#### Motines en Centros Penitenciarios
- Centro Penitenciario de Basauri (1983): siete miembros de la UEI al mando de un Teniente redujeron a cinco reclusos y liberaron a los rehenes que estaban mezclados con ellos.
- Centro Penitenciario de Ocaña (1984).
- Centro Penitenciario de Daroca (1992).[6]

#### Protección de personalidades
- Visitas de Juan Pablo II a España en agosto de 1989 y en junio de 1993[7] (servicio mixto realizado con los GEO).
- Boda Real de SS.AA.RR. los Príncipes de Asturias.
- Proclamación de Don Felipe de Borbón y Grecia, como Rey de España, bajo el nombre de Felipe VI, (servicio mixto realizado con los GEO) 19 de junio de 2014.[8]

Cumbre OTAN en Madrid 2022, servicio mixto con el GEO

#### Rescate de rehenes
- Operación Pulpo (1997):[9] rescate del funcionario de prisiones José Antonio Ortega Lara.
- Liberación en Lalín (Pontevedra 2014): Rescate del empresario maderero Abel Diéguez Neira.

## Cometidos
La UEI tiene como misiones la intervención en casos de secuestro, toma de rehenes, contraterrorismo, la detención de criminales especialmente violentos o peligrosos, motines y la protección de personalidades.

## Equipamiento

### Uniformidad
La siguiente información se deduce de las fotografías publicadas por la Guardia Civil en su Servicio de Prensa.
En operaciones de asalto:
- Mono de asalto color verde con el escudo de la unidad en la manga derecha a la altura del hombro y la bandera española en la manga izquierda a la altura del hombro.
- Pasamontañas de color negro que da el sobrenombre informal a la unidad: caras negras.
- Chaleco antibalas.
- Chaleco táctico, vestido sobre el anterior.
- Casco con visera de protección balística para combate urbano.
- Protecciones de codos, rodillas y espinilleras.
- Botas y guantes.

En operaciones de abordaje:
- Mono seco negro de intervención naval con chaleco salvavidas autoinflable. Escudo y bandera en las mangas.
- Pasamontañas de color negro.
- Chaleco antibalas.
- Chaleco táctico.
- Casco ligero de polietileno tipo ProTec de media cabeza.
- Protecciones de codos, rodillas y espinilleras.
- Botas y guantes.

En operaciones de control de motines:
- Equipamiento antidisturbios.

### Armamento
Entre otras armas, la UEI emplea al menos las siguientes:
- Pistola semiautomática Heckler & Koch USP de 9 mm Parabellum.
- Pistola Glock 17 de 9 mm Parabellum.
- Pistola Glock 19 de 9 mm Parabellum.
- Subfusiles Heckler & Koch MP5 de 9 mm Parabellum.
- Subfusiles Heckler & Koch MP7 de 4,6 x 30 mm.
- Subfusiles FN P90 de 5,7 mm.
- Fusil de asalto Heckler & Koch G36K de 5,56 mm OTAN.
- Fusil de asalto Heckler & Koch G41 de 5,56 mm OTAN.
- Fusil de asalto Heckler & Koch HK416 de 5,56 mm OTAN.
- Fusil de combate/precisión Heckler & Koch HK417 de 7,62 mm OTAN.
- Fusil de precisión Barrett M82 de calibre 12,70 mm OTAN.
- Fusil de precisión Accuracy International Arctic Warfare L96A1 de 7,62 mm OTAN.
- Fusil de precisión Heckler & Koch PSG1 de 7,62 mm OTAN.

## Estructura
La Unidad está comandada por un teniente coronel en activo de la Guardia Civil y se estructura en Grupos operativos y Grupo de Apoyo Técnico.
Así mismo, se encuentra encuadrada en la Red ATLAS de unidades especiales de policía europeas, que engloba a 34 unidades antiterroristas de 29 países europeos y cuyo objetivo es la coordinación y cooperación de las unidades antiterroristas para conseguir el más alto nivel en la lucha contra el crimen organizado y el terrorismo.

## Operaciones

### Operación Schuld, 2022
En esta operación que comenzó en 2021, en colaboración con Europol y la policía alemana LKA Hamburgo, desmantelaron una organización criminal que transportaba grandes cantidades de marihuana a Centroeuropa. Detuvieron a 44 personas, realizaron medio centenar de registros domiciliarios, decomisaron 650 kilogramos de marihuana, 51 kilos de hachís, 4,2 M€ en metálico, 26 vehículos y armas.

### Operación Skorpio-Stop&go, 2023
En marzo de 2023 operativos del G.E.O y de la U.E.I detuvieron a 5 integrantes del motoclub COMANCHERO MC en varias localidades de la provincia de Guadalajara. Se les imputaban los delitos de pertenencia a organización criminal, contra la salud pública y tenencia ilícita de armas. Se decomisaron armas de fuego, armas blancas y prohibidas, sustancias estupefacientes, parafernalia neonazi, material informático, dinero en efectivo, joyas y relojes de lujo.

### Operación Adriática, 2023
A finales de julio de 2023, abordaron el barco velero ROSSIO abanderado en Polonia a 500 millas al noroeste de las Islas Canarias en el océano Atlántico cargado con 700 kilogramos de cocaína.